# Atractus schach
Espèce
Synonymes
- Brachyorrhos schach Boie, 1827

Atractus schach est une espèce de serpents de la famille des Dipsadidae.

## Répartition
Cette espèce se rencontre en Guyane, au Suriname et au Brésil au Pará, en Amazonas et en Acre.
Sa présence au Pérou est incertaine.

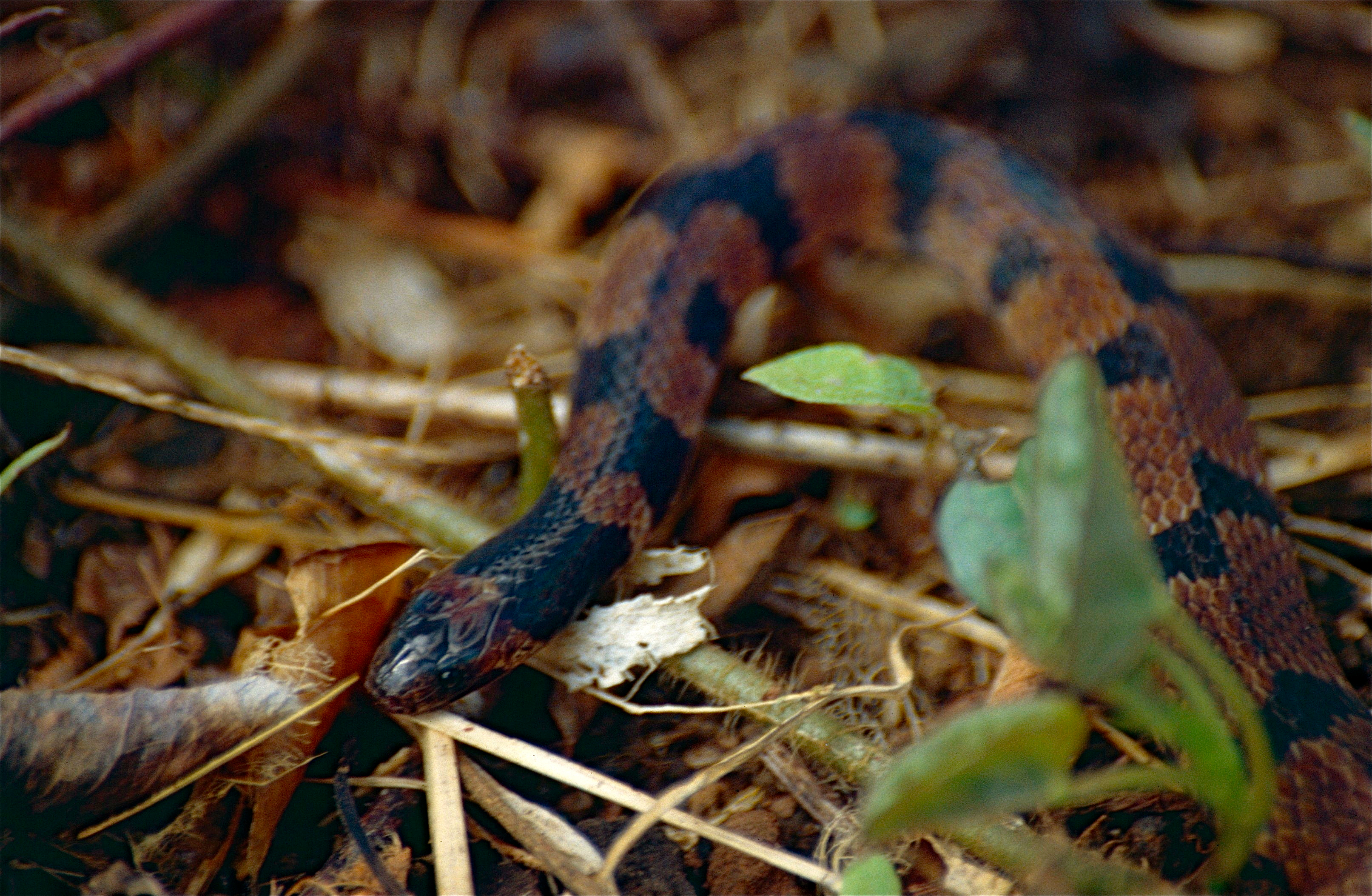

## Publication originale
- Boie, 1827 : Bemerkungen über Merrem's Versuch eines Systems der Amphibien, 1. Lieferung: Ophidier.  Isis von Oken, Jena, vol. 20, p. 508-566 (texte intégral)